# Tân Dân, An Lão (Hải Phòng)
Tân Dân là một xã thuộc huyện An Lão, thành phố Hải Phòng, Việt Nam.
Xã Tân Dân có diện tích 4,18 km², dân số năm 1999 là 6174 người, mật độ dân số đạt 1477 người/km².

## Lịch sử
Năm 1810, xã Tân Dân khi ấy là tổng Đại Hoàng, một trong 10 tổng của huyện An Lão, phủ Kinh Môn, trấn Hải Dương. Cuối thế kỷ XIX, Tổng Đại Hoàng gồm có 8 xã: Lai Thượng, Kinh Xuyên, Lai Hạ, Vị Xuyên, Đại Hoàng, Lai Thị, Việt Khê, Áng Sơn. Sau cách mạng Tháng Tám, chính quyền huyện bỏ cấp tổng, quy định huyện thành 12 xã theo địa giới mới, cắt thôn Áng Sơn về xã Minh Tân (nay là xã Thái Sơn). Xã Tân Dân gồm 7 thôn: Lai Thượng, Kinh Xuyên, Lai Hạ, Vị Xuyên, Đại Hoàng, Lai Thị, Việt Khê. Tháng 6 năm 2006, thành phố Hải Phòng chia tách thôn Đại Hoàng, thành lập 4 thôn: Đại Hoàng 1, Đại Hoàng 2, Đại Hoàng 3, Đại Hoàng 4  trên cơ sở toàn bộ diện tích và dân số của Xóm Đượng, xóm Chùa, Xóm Giữa, xóm Đông (Nguồn: Lịch sử Đảng bộ xã Tân Dân, 1930 - 2017).

## Hành chính
.Xã Tân Dân hiện có 10 thôn: Lai Thượng, Kinh Xuyên, Lai Hạ, Vị Xuyên, Đại Hoàng 1, Đại Hoàng 2, Đại Hoàng 3, Đại Hoàng 4, Lai Thị, Việt Khê